# Världsungdomsdagen

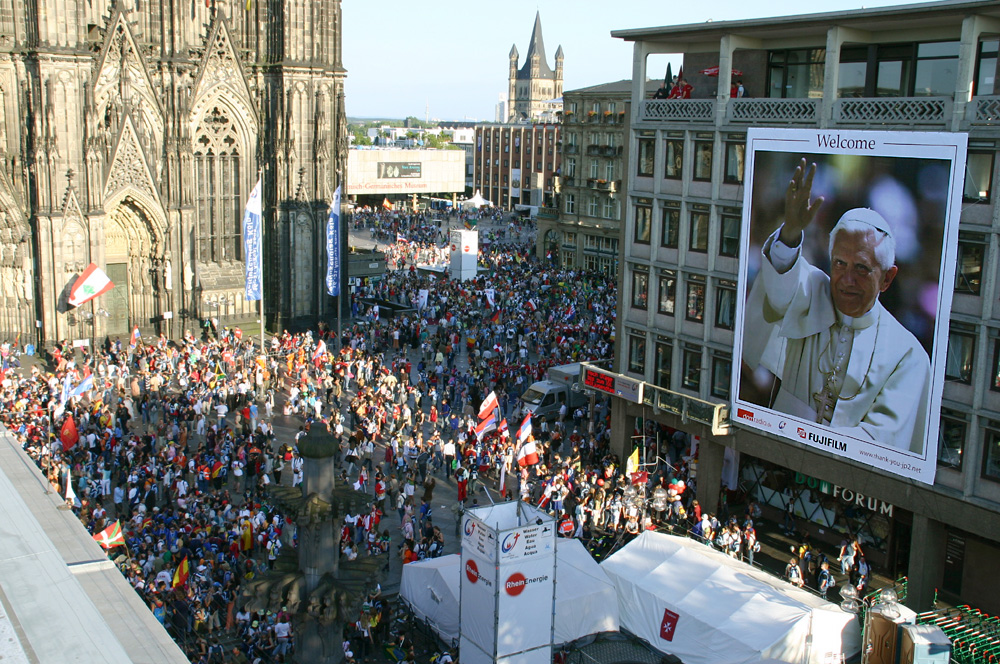
Världsungdomsdagen i Köln 2005.

Världsungdomsdagen är ett möte för katolska ungdomar och unga vuxna, 16-35 år. Evenemanget startades av dåvarande påve Johannes Paulus II 1984, så att unga pilgrimer från hela jorden skall kunna komma samman och dela erfarenheter och vittnesbörd från sin gemensamma tro. Världsungdomsdagen anordnas varje år på nationellt plan och vartannat eller vart tredje år på internationellt.
Från Sverige samordnas resorna till Världsungdomsdagen av riksförbundet Sveriges unga katoliker.

## Lista över Världsungdomsdagar
| År   | Stad                   | Land         | Närvarande1         | Tema                                                                                            |
| ---- | ---------------------- | ------------ | ------------------- | ----------------------------------------------------------------------------------------------- |
| 1984 | Rom                    | Italien      | 300 000             |                                                                                                 |
| 1985 | Rom                    | Italien      | 300 000             |                                                                                                 |
| 1987 | Buenos Aires           | Argentina    | 1 000 000           | Och vi har lärt känna den kärlek som Gud har till oss och tror på den (1 Joh 14:6)              |
| 1989 | Santiago de Compostela | Spanien      | 400 000             | Jag är Vägen, Sanningen och Livet (Joh 14:6)                                                    |
| 1991 | Częstochowa            | Polen        | 1 600 000           | Ni har fått en ande som ger söners rätt (Rom 8:15)                                              |
| 1993 | Denver                 | USA          | 500 000             | Jag har kommit för att de skall ha liv, och liv i överflöd (Joh 10:10)                          |
| 1995 | Manila                 | Filippinerna | 5 000               | Som Fadern har sänt mig sänder jag er (Joh 20:21)                                               |
| 1997 | Paris                  | Frankrike    | 1 200 000           | Rabbi, var bor du? Följ med och se (Joh 1:38-39)                                                |
| 2000 | Rom                    | Italien      | 2 000               | Ordet blev kött och tog sin boning bland oss (Joh 1:14)                                         |
| 2002 | Toronto                | Kanada       | 800 000             | Ni är jordens salt ...ni är världens ljus (Matt 5:13-14)                                        |
| 2005 | Köln                   | Tyskland     | 1 100 000           | Vi har kommit för att tillbedja Honom (Matt 2:2)                                                |
| 2008 | Sydney                 | Australien   | 400 000             | Men ni skall få kraft när den heliga anden kommer över er, och ni skall vittna om mig (Apg 1:8) |
| 2011 | Madrid                 | Spanien      | 1 400,000–2 000 000 | Med rot och grund i Jesus Kristus, fasta i tron (Kol 2:7)                                       |
| 2013 | Rio de Janeiro         | Brasilien    | 3 700 000           | Gå därför ut och gör alla folk till lärjungar (Matt 28:19)                                      |
| 2016 | Kraków                 | Polen        | 3 500,000           | Saliga de barmhärtiga, de skall möta barmhärtighet (Matt 5:7)                                   |
| 2019 | Panama City            | Panama       | 700 000             | Jag är Herrens tjänarinna. Må det ske med mig som du har sagt (Luk 1:38)                        |
| 2023 | Lissabon               | Portugal     | 1 500 000           | Maria gav sig i väg i hast (Luk 1:39)                                                           |
| 2027 | Seoul                  | Sydkorea     | TBA                 | TBA                                                                                             |

1Siffran visar antalet som närvarade vi avslutningsmässan där även många lokalbor deltog.